# La Francíada

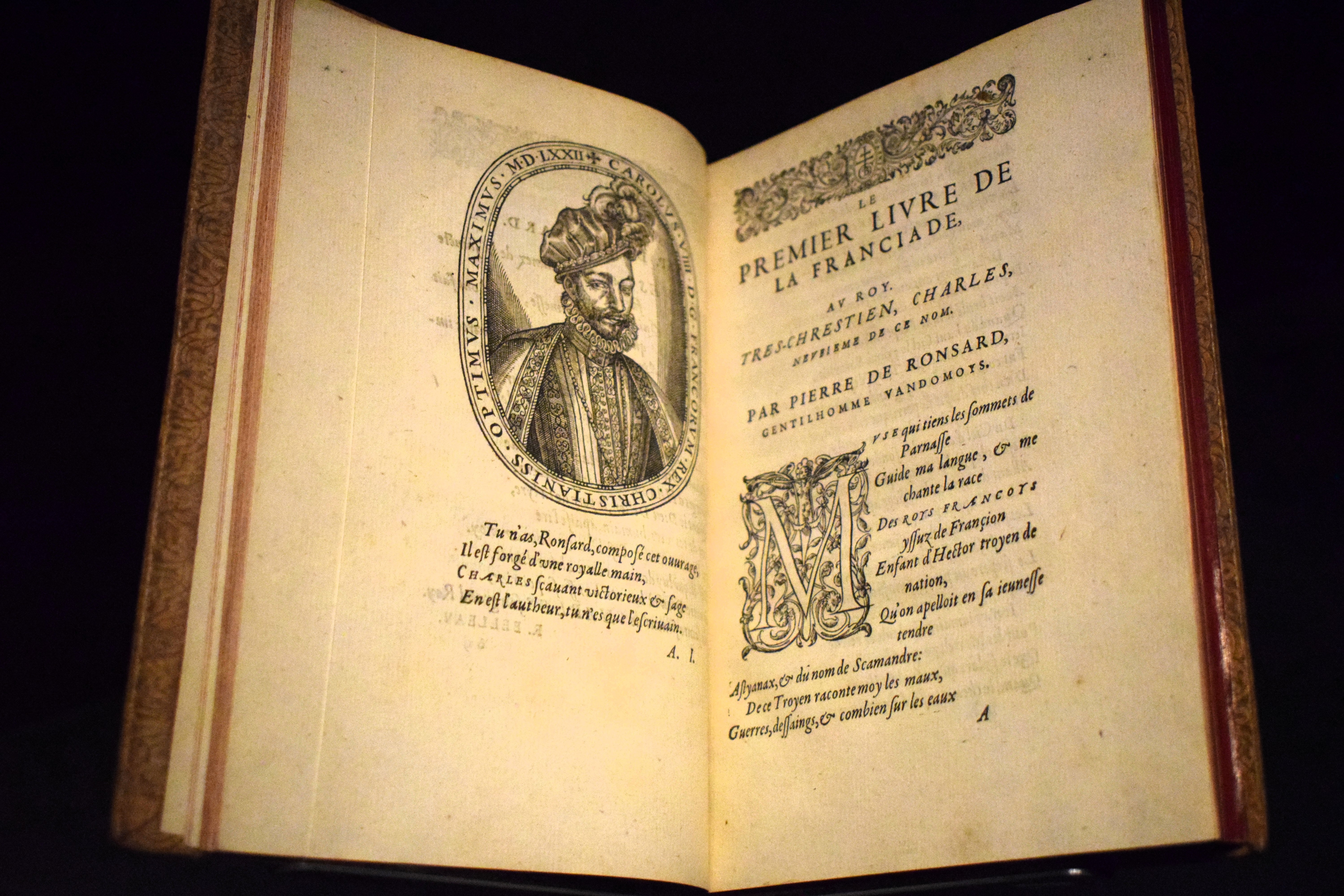
« La Franciade »
Paris, 1572, édition originale
Fondation Martin Bodmer (Suisse)

La Francíada es el título de un poema épico escrito por el francés Pierre de Ronsard, con el que este autor pretendió crear una epopeya mitológica sobre los Valois y el origen de la nación francesa, remontándolo a la Guerra de Troya, siguiendo el modelo de la Ilíada de Homero o la Eneida de Virgilio. 
La obra fue iniciada por Ronsard a petición del rey de Francia Carlos IX. Sin embargo, esta obra, que pretendió ser de enormes dimensiones, no era demasiado adecuada para la manera de entender la poesía que tenía Ronsard, más adecuada para el intimismo, por lo que no pudo concluirla.  
La obra se redactó en versos decasílabos, y el tema de la historia es la vida de un personaje llamado Franciano o Francus, que podría ser Astianacte, el hijo de Héctor, y que sería el germen de la nación francesa. De esta forma, igual que Eneas huye de Troya para fundar Roma, el hijo de Héctor, llega a Galia, funda París en honor al hermano de su padre, Paris, y forma los cimientos de la Francia moderna. Los paralelismos con la Eneida son tales que incluso el protagonista —-que en el poema se llama Francus—- tiene una historia de amor con una princesa cretense, igual que Eneas con la reina cartaginesa Dido.
La obra, que había sido planificada en 24 libros, fue un fracaso y quedó inacabada, con sólo los cuatro primeros libros. Ronsard nunca alcanzó el tono adecuado, y al tener que respetar la desafortunada opción del rey de usar versos de diez sílabas en lugar de alejandrinos, hace que no esté a la altura del resto de su obra. Por otra parte, se publicó pocos días después de la Matanza de San Bartolomé (24 de agosto de 1572). Todo ello acarreó cierto desprestigio a Ronsard. 
En 1574 muere Carlos IX y le sucede su hermano Enrique III, con el que concluirá la dinastía de Valois. La moda poética cambia, y el joven Philippe Desportes pasa a ser el nuevo poeta de la Corte. Ronsard se retira a su priorato de Saint-Cosmes-en-l'Isles y lleva a cabo una nueva edición en siete volúmenes de su obra poética (1578).
- Datos: Q3091121